# Häggblomska huset
Häggblomska huset är en hörnbyggnad i två våningar på Nygatan 67 i Skellefteå. Huset är byggt i trä med nyrenässansinspirerad panelarkitektur. Fasaden utgörs av liggande fasspontpanel, utsmyckad med "listverk i form av kornischer, hörnpilastrar, gördelfris samt konsolfris under takfoten". Häggblomska huset har bland annat inrymt café, bilaffär, fotoateljé och möbelbutik.

## Historia
Fastigheten, dåvarande tomt No 23 i Skellefteå stad, köptes 1882 av byggmästaren Gustaf Adam Häggblom. Fastigheten övertogs 1888 av sonen, guldsmeden David Häggblom.
Byggnaden uppfördes 1889 av byggmästaren Gustaf Adam Häggblom som ett affärs‐ och bostadshus. Bygglov gavs för ett affärs- och bostadshus i två våningar på tomtens östra del. Sockeln skulle vara i natursten och stommen i trä. Mot gården låg ett trapphus. Fasaden skulle vara ljusgrå med mörkare grå fönstersnickerier och omfattningar. Fastigheten såldes 1898 till arbetaren och snickaren N.O.Eriksson och hans hustru Maria Lovisa Eriksson och fru Eriksson öppnade där caféet Svea. Caféet var Skellefteå stads första dokumenterade café. Makarna sålde fastigheten 1917 till handlare John Johansson och skräddaren C.A.Holmqvist som i sin tur sålde den vidare till Skellefteå Kristna Missionsförsamling.
Fastigheten delades 1919 då den förvärvades av ångbåtskommissionär J. H. Karlsson. Två år senare förlängdes huset norrut längs Viktoriagatan. År 1954 övertogs fastigheten av möbelhandlare Åsell som där öppnade en filial för heminredning och textilier. En fasadanpassad tillbyggnad mot norr uppfördes 1991.